# ユキモチソウ
ユキモチソウ（雪餅草、学名： Arisaema sikokianum）はサトイモ科テンナンショウ属の多年草。花の中央に雪のように白い餅に見える付属体があることから雪餅草と呼ばれる。

## 特徴
偽茎から鳥足状の葉が付く葉柄が横に分かれ、上に伸びた葉柄先端に花(仏炎苞)が付く。

## 分布
世界的に見ても日本の三重、奈良、四国の限られた地域に自生する。